# Reginald Barrett
Reginald Barrett, né le 12 janvier 1861 à Londres et mort le 7 février 1940 à St. Petersburg, est un organiste et compositeur britannique.

## Biographie
Reginald Barrett fait ses premières études à la Guildhall School of Music and Drama ainsi qu'au Conservatoire de Darmstadt. Il émigre aux États-Unis en 1888 et devient organiste à Kansas City jusqu'en 1898. Il s'installe ensuite à New York où il est organiste à la St. James Church de New York.
De 1917 à 1925, il joue dans les cinémas.
Il compose une centaine de préludes et d'interludes pour l'orgue, des chants sacrés, des chœurs.